# Mauro Da Dalto
Mauro Da Dalto (Conegliano, 8 april 1981) is een Italiaans voormalig wielrenner. Da Dalto heeft bij Liquigas en Lampre gereden als knecht van Peter Sagan en Alessandro Ballan. 

## Belangrijkste overwinningen
geen

## Resultaten in voornaamste wedstrijden
| Jaar | Ronde van Italië | Ronde van Frankrijk | Ronde van Spanje |
| ---- | ---------------- | ------------------- | ---------------- |
| 2006 |                  |                     |                  |
| 2007 |                  |                     | 101e             |
| 2008 |                  |                     |                  |
| 2009 | 120e             |                     |                  |
| 2010 |                  | 122e                |                  |
| 2011 |                  |                     | 147e             |
| 2012 |                  |                     | 130e             |

| Jaar | Gent-Wevelgem | Ronde van Vlaanderen | Parijs-Roubaix | Parijs-Tours |  | Wereldranglijsten |
| ---- | ------------- | -------------------- | -------------- | ------------ |  | ----------------- |
| 2006 | 93e           |                      | 93e            | 66e          |  |                   |
| 2007 | 83e           | 92e                  |                |              |  | 153e (UPT)        |
| 2008 | 58e           |                      |                | 43e          |  | 151e (UPT)        |
| 2009 | 59e           |                      | 57e            | 41e          |  |                   |
| 2010 |               | 71e                  | 57e            | 145e         |  |                   |
| 2011 |               |                      |                |              |  |                   |
| 2012 | 88e           |                      |                |              |  |                   |